# Époque géologique
Pour les articles homonymes, voir Époque.
Une époque en géologie est une subdivision d'une période sur l'échelle des temps géologiques basée sur la géochronologie, c'est-à-dire sur les résultats obtenus par datation absolue. C'est une unité de temps de quatrième ordre (voir tableau ci-contre).
Les limites de chaque époque sont caractérisées principalement par des renouvellements et des variations des faunes et flores fossiles dans les sédiments (paléontologie).

## Équivalence et subdivisions
Son équivalent en chronostratigraphie s'appelle une série.
L'époque se subdivise en âges géologiques, qui constituent l'unité de base du temps géologique, même si celle-ci peut encore se décliner en sous-âges, puis en zones, sous-zones et horizons biostratigraphiques.

## Époques géologiques
La Commission internationale de stratigraphie définit, dans le cadre de l'Union internationale des sciences géologiques (I.U.G.S.), les différents intervalles de l'Échelle des temps géologiques.

### Époques du Précambrien
Pour les temps antérieurs à l'explosion cambrienne (apparition de la plupart des grands embranchements actuels de métazoaires et grande diversification des faunes, il y a environ 541 millions d'années), les données de géochronologie sont insuffisantes pour définir des époques. Les différents éons du Précambrien restent sans subdivision (Hadéen), divisés seulement en ères pour l'Archéen et jusqu'au niveau des périodes pour le  Protérozoïque.

### Époques des périodes du Phanérozoïque
L'éon du Phanérozoïque couvre les temps géologiques depuis la base de l'âge Cambrien, il y a 541 millions d’années, jusqu'à nos jours. Les époques portent les mêmes noms que leur équivalent en chronostratigraphie, les séries. Les périodes du Phanérozoïque se découpent généralement en 2 ou 3 époques appelées tout simplement du nom de la période auquel sont accolés les qualificatifs d'inférieur, moyen ou supérieur ; par exemple le Jurassique inférieur.
La dernière ère de l'échelle des temps géologiques, le Cénozoïque, est quant à elle divisée en trois périodes, elles-mêmes découpées en un total de 7 époques. Du plus ancien à l'actuel :
- période Paléogène:
  - Paléocène
  - Éocène
  - Oligocène
- période Néogène:
  - Miocène
  - Pliocène
- période Quaternaire:
  - Pléistocène
  - Holocène

À la fin du XXe siècle, une nouvelle époque géologique, l'Anthropocène, est proposée pour caractériser l'ensemble des événements géologiques qui se sont produits depuis que les activités humaines ont une incidence globale significative sur l'écosystème terrestre. Elle aurait débuté à la fin du XVIIIe siècle avec la révolution industrielle, et succéderait ainsi à l'Holocène. Dans les années 2020, l'Anthropocène reste un sujet de controverses..